# Cystoderma
Cystoderma là một chi nấm trong họ Agaricaceae.

## Danh sách các loài
Dưới đây là một danh sách đầy đủ của các loài Cystoderma:
- Cystoderma amianthinum
- Cystoderma arcticum
- Cystoderma carcharias
- Cystoderma chocoanum
- Cystoderma clastotrichum
- Cystoderma fallax
- Cystoderma haematites
- Cystoderma intermedium
- Cystoderma jasonis
- Cystoderma lilacipes
- Cystoderma muscicola
- Cystoderma niveum
- Cystoderma saarenoksae
- Cystoderma simulatum
- Cystoderma superbum
- Cystoderma tuomikoskii

## Hình ảnh

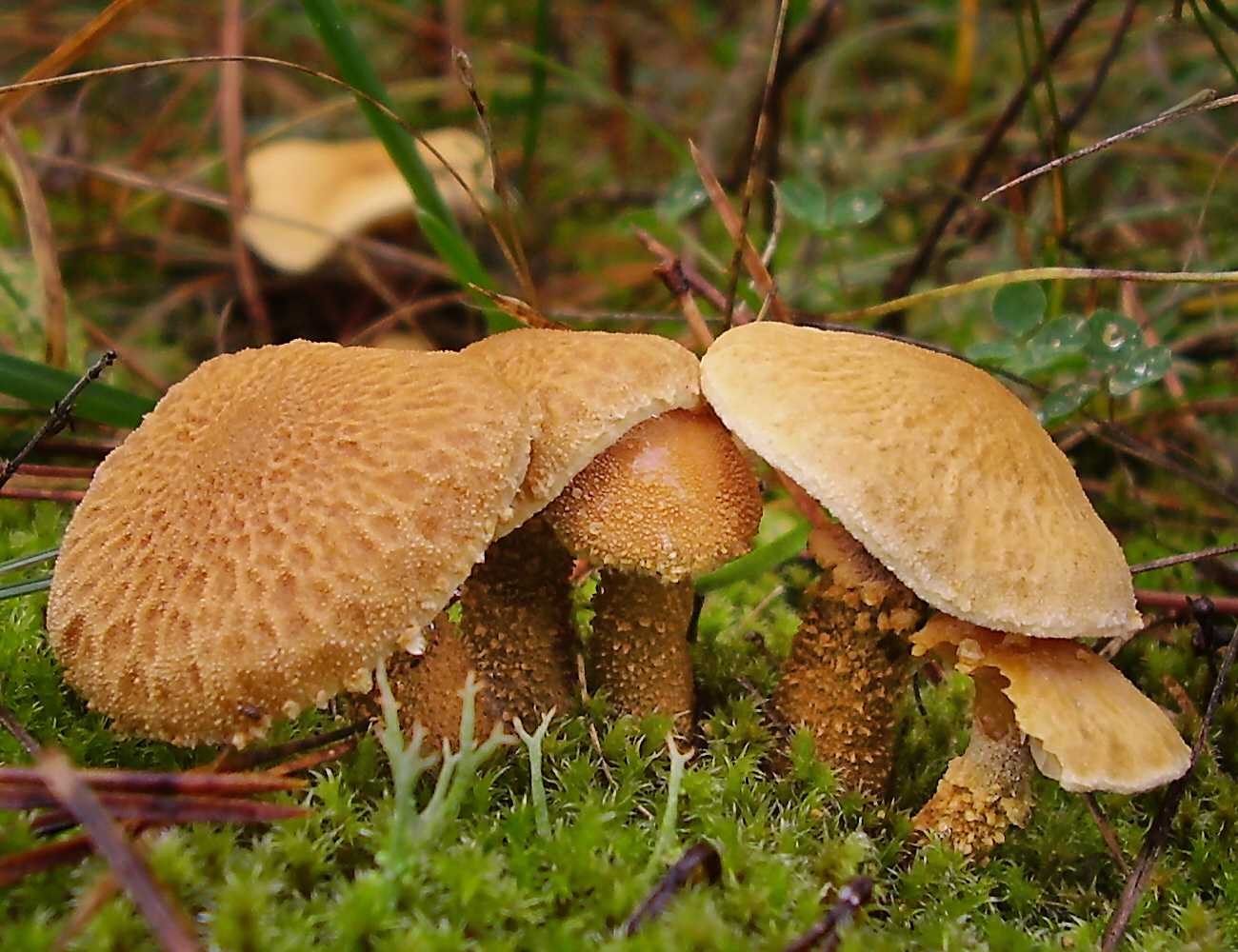
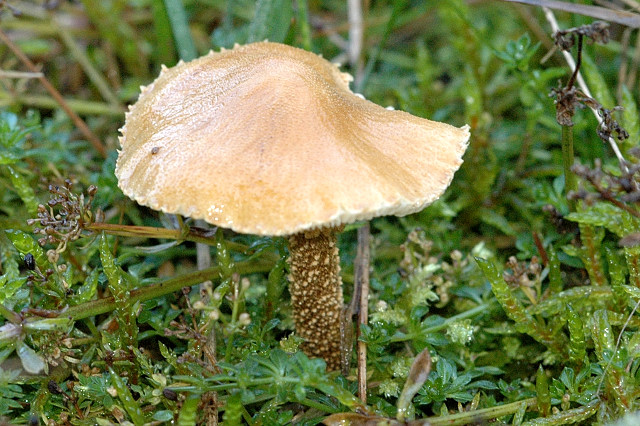